# Tropidesmus jugosus
Tropidesmus jugosus är en mångfotingart som beskrevs av Cook 1896. Tropidesmus jugosus ingår i släktet Tropidesmus och familjen Campodesmidae. Inga underarter finns listade i Catalogue of Life.